# 7169 Linda
7169 Linda è un asteroide della fascia principale. Scoperto nel 1986, presenta un'orbita caratterizzata da un semiasse maggiore pari a 2,2488294 UA e da un'eccentricità di 0,2004685, inclinata di 4,81451° rispetto all'eclittica.